# Историја ислама
Историја ислама је историја исламске вере као социјални, културни, и политички феномен. Ислам је настао у данашњој Саудијској Арабији у раном седмом веку нове ере. За мање од стотину година након Мухамедове смрти, исламска држава се проширила од Атлантског океана на западу до средње Азије на истоку. Света књига муслимана је Куран. Државе Абасида, Могула и Османлија су биле неке од највећих царства у историји. Исламски научници, филозофи, халифи, и војсковође су оставили велики утицај на историју света који се осећа и дан данас.
Историја ислама је исто тако историја муслимана, и обухвата аспекте политичког, социјалног, економског и културног развоја исламске цивилизације. Ислам и муслимани су у великој мери утицали на политичку, економску и војну историју Старог света, посебно Блиског истока, где леже његови корени. Иако се ислам појавио почетком 7. века на подручју данашње Саудијске Арабије, у граду Меки, муслимани верују а на то упућује и Куран да ислам није настао с послаником Мухамедом већ да је то изворно веровање свих пређашњих посланика у исламу попут Исаа, Давуда, Мусаа, Ибрахима, Нуха, Адема и других.
Ислам је настао у данашњој Саудијској Арабији у раном седмом веку нове ере. Каснија царства као што су Абасидско, Фатимидско, Алморавидско, Селџуско, Ајуранско, Адалско, Варсагнали царство у Сомалији, Могулско царство у Индији, Сафавидско царство у Персији и Османлијско царство су биле утицајне и угледне силе у свету. Исламска цивилизација је изградила много центара културе и науке и произвела познате научнике, астрономе, математичаре, докторе и филозофе током златног доба Ислама. Технологија је цветала, било је улагања у економску инфраструктуру, као што су системи за наводњавање и канали; а важност читања Курана произвела је релативно висок ниво писмености.
У каснијем периоду, током средњем веку, деструктивна Монголска инвазија са истока и губитак становништва од стране црне смрти, знатно је ослабила традиционално средиште исламског света, које се простире од Персије до Египта, а Османлијско царство није било у стању да освоји већи део арапског говорног подручја и поново створи исламски свет моћи, мада је било у стању да савлада изазове раног модерног доба.
Након Првог светског рата, Османлијске територије су подељене на неколико земаља под условима Уговора из Севреса.
Касније, у модерној историји (19. и 20. век), многе исламске регије су пале под утицај или директну контролу великих сила. Њихови напори у стицању независности и изградњи модерних националних држава током последња два века још увек одјекују светском садашњицом као и појачани интензитет сукоба који су се јављали или су још актуелни у регијама као што су Палестина, Кашмир, Xињианг, Чеченија, Средњоафричка Република, Босна и Херцеговина и Мјанмар. Нафтни бум стабилизирао је арапске државе Персијског залива, чинећи их највећим светским произвођачима и извозницима нафте, чији је фокус усмерен на слободну трговину и туризам.

## Исламски свет у средњем веку
На Арабијском полуострву се почетком VII века појавила нова вера - ислам. Припадници исламске вере називају се Муслимани. Оснивач ислама је био Мухамед, трговац из града Меке. Мухамед је тврдио да постоји само један бог, Алах, који је њега одредио за пророка, да би народу објавио праву веру. Становници Меке у почетку нису прихватили нову веру. Због њиховог отпора, Мухамед је 622. године напустио Меку и преселио се у град Јатриб. Јатриб се од тада почео називати Медина, што значи „пророков град“.
Мухамедово учење записано је у светој књизи муслимана која се зове Куран. Мека је била и данас остала свети град Муслимана. У Меки се налази каба или цаба, камена грађевина у облику коцке. У њој се чува црни камен, метеорит, кога сви муслимани поштују као светињу. Сваке године хиљаде и хиљаде верника долазе у Меку да би се поклонили каби.